# Péndulos de Barton
El experimento de los péndulos de Barton demuestra el fenómeno físico de la resonancia y la respuesta de los péndulos a la vibración en, por debajo y por encima de sus frecuencias de resonancia. En su construcción más simple, aproximadamente 10 péndulos diferentes se cuelgan de una cuerda común. Este sistema vibra a la frecuencia de resonancia de un péndulo conductor, haciendo que el péndulo objetivo oscile con la máxima amplitud. Los otros péndulos laterales no se mueven tan bien, lo que demuestra cómo apretar un péndulo a su frecuencia de resonancia es más eficiente.
El experimento fue realizado por primera vez por el profesor Edwin Henry Barton FRS FRSE (1858-1925), profesor de física en la Universidad de Nottingham, que tenía un interés particular en el movimiento y el comportamiento de los cuerpos esféricos.

Un diagrama esquemático del experimento de los péndulos de Barton

El impulsor puede ser un péndulo muy pesado también unido a esta cuerda común; el conductor está configurado para girar y mover todo el sistema.